# Escudo de la Trinidad

Diagrama básico del "Escudo de la Trinidad"

El Escudo de la Trinidad es una imagen creada en la Edad Media para resumir gráficamente la doctrina de la Santísima Trinidad. También se llama en latín scutum fidei, el escudo de la fe, mostrando la primera parte del Símbolo Quicumque o Credo de Atanasio en un diagrama compacto. En la Europa bajomedieval, este emblema se consideraba como las armas heráldicas de Dios y de la Trinidad.

## Descripción

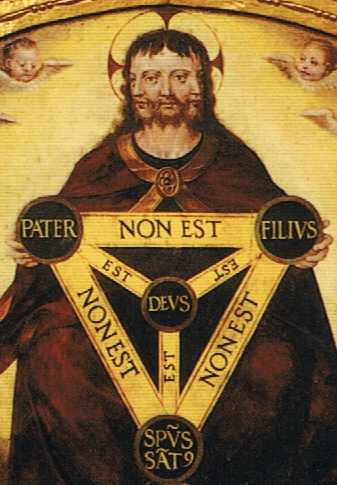
Santísima Trinidad

Este diagrama consta de cuatro nodos (generalmente de forma circular) interconectados por seis enlaces. Los tres nodos del borde del diagrama están etiquetados con los nombres de las tres personas de la Trinidad (tradicionalmente los nombres en latín o su abreviatura): El Padre ("PATER"), El Hijo ("FILIUS"), y Espíritu Santo ("SPIRITUS SANCTUS"). El nodo del centro del diagrama (dentro del triángulo formado por los otros tres nodos) se denomina Dios (en latín "DEUS"), mientras que los tres enlaces que conectan el nodo central con los nodos exteriores se denominan "es" (en latín "EST"), y los tres enlaces que conectan los nodos exteriores entre sí se denominan "no es" (en latín "NON EST").
Los enlaces no son direccionales, lo que se destaca en un manuscrito del siglo XIII escribiendo las leyendas de los enlaces "EST" o "NON EST" dos veces más (yendo en ambas direcciones dentro de cada enlace), y se muestra en algunas versiones modernas del diagrama superponiendo cada ocurrencia del texto "es" / "no es" en una flecha de doble punta ↔ (en lugar de encerrarla dentro de un enlace). Así, las siguientes doce proposiciones pueden leerse en el diagrama:
- "El Padre es Dios"
- "El Hijo es Dios"
- "El Espíritu Santo es Dios"
- "Dios es el Padre"
- "Dios es el Hijo"
- "Dios es el Espíritu Santo"
- "El Padre no es el Hijo"
- "El Padre no es el Espíritu Santo"
- "El Hijo no es el Padre"
- "El Hijo no es el Espíritu Santo"
- "El Espíritu Santo no es el Padre"
- "El Espíritu Santo no es el Hijo"

El Escudo de la Trinidad no pretende ser, en general, ningún tipo de diagrama esquemático de la estructura de Dios, sino que es simplemente un dispositivo visual compacto del que se pueden leer las afirmaciones anteriores (contenidas en el Credo Atanasiano o implícitas en él).

## Historia

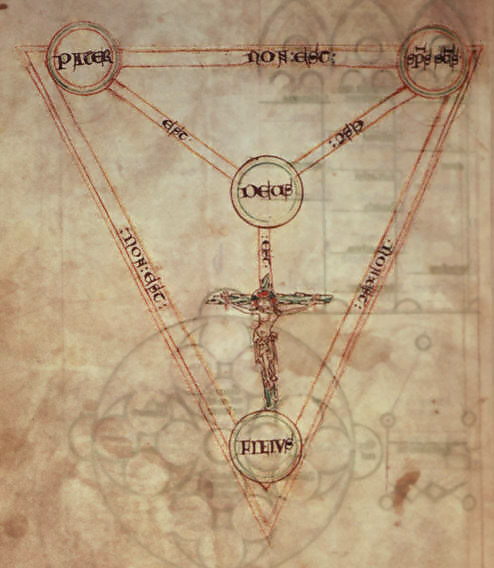
Earliest attested version of the diagram, from a manuscript of Peter of Poitiers' writings, c. 1210.

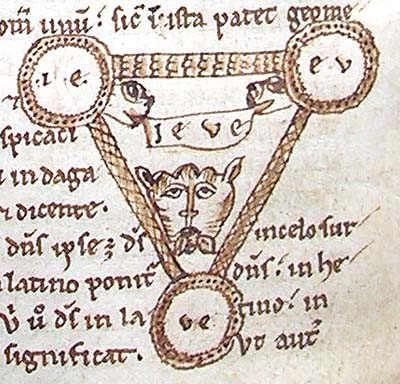
Petrus Alfonsi's early 12th-century Tetragrammaton-Trinity diagram, a probable precursor to the Shield of the Trinity.

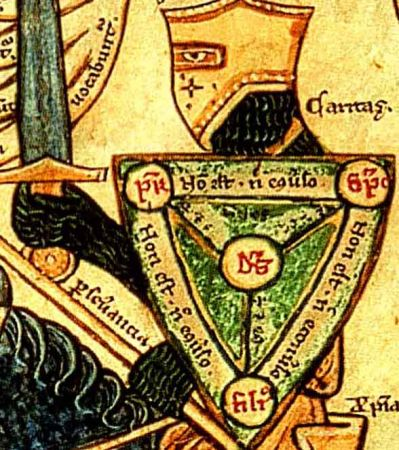
From William Peraldus' Summa Vitiorum, c. 1255–1265. Includes e converso ("vice versa") in the link captions to clarify that links are bidirectional.

Se desconoce el origen exacto de este diagrama, pero es evidente que fue influenciado por los experimentos del siglo XII para simbolizar la Trinidad en forma visual abstracta, principalmente por el diagrama Tetragrammaton-Trinidad de Petrus Alfonsi de c. 1109 (y posiblemente también por el diagrama diferente Tetragrammaton-Trinidad de Joaquín de Fiore de tres círculos, que a su vez llevó a que los  anillos borromeos se utilizaran como símbolo de la Trinidad), en combinación con el Credo Atanasiano. El diagrama del Escudo de la Trinidad está atestiguado desde un c. 1208-1216 manuscrito de Pedro de Poitiers' Compendium Historiae in Genealogia Christi, pero el período de su uso más extendido fue durante los siglos XV y XVI, cuando se encuentra en una serie de manuscritos y libros ingleses y franceses (como el Misal de Sherborne), y como parte de la decoración de iglesias del siglo XV o XVI con ventanas con vidrieras y tallas ornamentales en varias iglesias (muchas de ellas en East Anglia). El diagrama se utilizó heráldicamente desde mediados del siglo XIII, cuando una versión del diagrama en forma de escudo (no colocada realmente en un escudo) se incluyó entre los escudos heráldicos de Matthew Paris Chronica Majora de 1250, mientras que las ilustraciones alegóricas de c. 1260 las ilustraciones alegóricas de un caballero luchando contra los siete pecados capitales en un manuscrito de William Peraldus' Summa Vitiorum, y de una mujer penitente que se defiende de los ataques diabólicos en el Apocalipsis De Quincy, muestran el diagrama colocado en un escudo. En el siglo XV, una de las formas del Escudo de la Trinidad se consideraba el escudo de Dios (véase más adelante). El uso del diagrama decayó en Inglaterra con el auge del protestantismo, y desde el siglo XVII hasta principios del XIX, interesó principalmente a los historiadores de la heráldica; pero a partir del siglo XIX experimentó un resurgimiento limitado como símbolo cristiano utilizado activamente entre los cristianos de habla inglesa, en parte debido a su inclusión en libros como el Handbook of Christian Symbolism de William James Audsley y George Ashdown Audsley (1865).